# Campo (fotografia)
Il campo, in fotografia così come nelle riprese cinematografiche, è un termine che viene usato per indicare l'ampiezza dell'ambiente inquadrato.
Solitamente, si parla di campo quando l'inquadratura è abbastanza ampia da non mettere eccessivamente in rilievo eventuali soggetti, come persone o animali. Questi faranno semplicemente parte dell'inquadratura. Nel caso un singolo soggetto fosse ripreso a distanza abbastanza ravvicinata da farlo divenire l'elemento principale dell'immagine, allora si parlerebbe di piano.
L'ampiezza della visuale, detta "angolo di campo", dipende dall'obiettivo utilizzato (grandangolare, tele, etc.), ed è espressa in gradi o indicata, nel gergo tecnico, con espressioni come "campo lunghissimo", "campo lungo", "campo medio" e "campo totale". Tutto ciò che è all'esterno dell'inquadratura è considerato come "fuori campo". Nel gergo cinematografico per "campo" s'intende tutto ciò che è visibile dalla macchina da presa senza distinzione tra i vari tagli dell'inquadratura.

## Campo lunghissimo (CLL)
È l'inquadratura più ampia possibile. Il paesaggio (o la scenografia) è talmente ampio che la presenza di eventuali figure umane sarebbe difficilmente notabile. È ripreso solitamente a grande distanza.

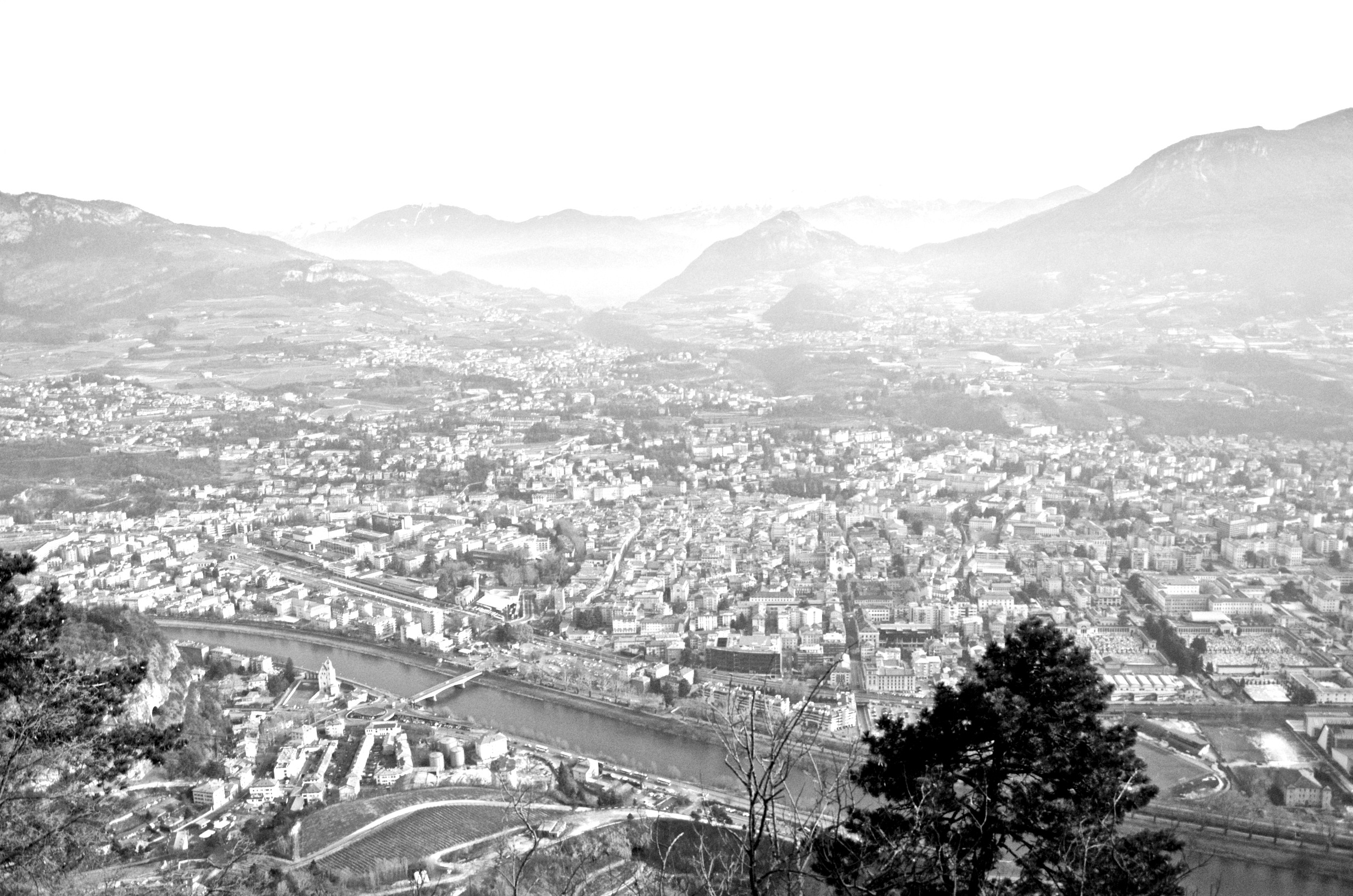
Campo lunghissimo, vista della città di Trento

## Campo lungo (CL)

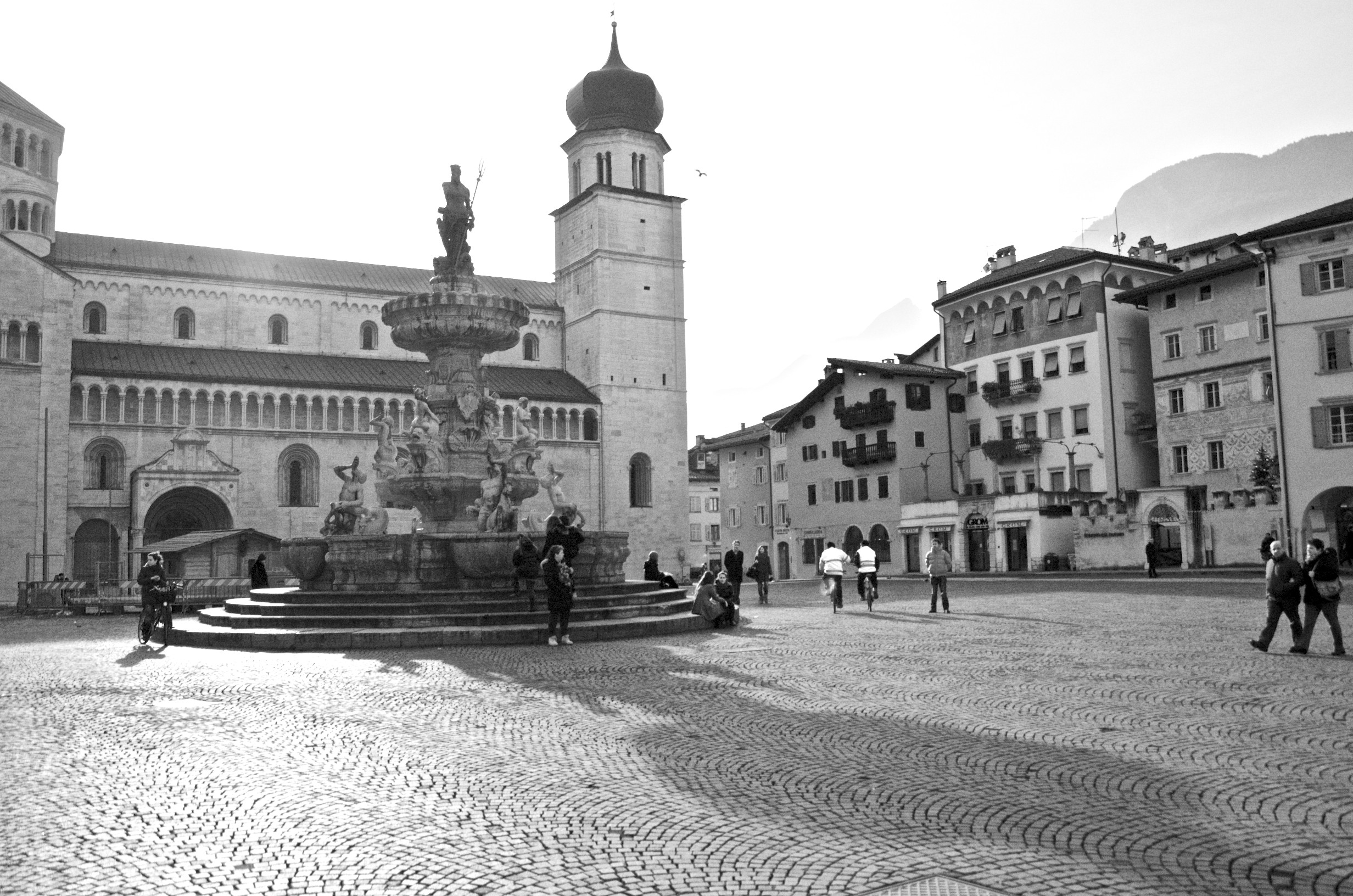
Campo lungo della piazza del duomo di Trento

L'ambiente, pur essendo ripreso in maniera ampia, presenta un centro di interesse. Eventuali figure umane sono distinguibili, ma rimangono inglobate nel paesaggio.

## Campo totale (CT)
L'ambiente è rappresentato nella sua totalità (ad esempio una intera stanza); nel contempo le figure umane assumono grande rilevanza.

## Campo medio (CM)
Le figure umane sono perfettamente distinguibili, ma lo spazio circostante è ancora preponderante, seppur di poco.